# Vítor Benite
Vítor Benite, né le 20 février 1990 à São Paulo au Brésil, est un joueur brésilien de basket-ball naturalisé italien. Il évolue au poste d'arrière.

## Biographie
Au mois de juillet 2020, il prolonge son contrat avec San Pablo Burgos pour une saison supplémentaire.

## Palmarès et distinctions
- Finaliste du championnat des Amériques 2011
- 3e du championnat d'Amérique du Sud 2014
- Vainqueur des Jeux panaméricains de 2015
- Ligue des champions : 2020 et 2021
- MVP du final 8 de la Ligue des champions 2021
- Coupe intercontinentale 2014 et 2021
- Finaliste du championnat des Amériques 2022
- Vainqueur de l'EuroCoupe 2022-2023 avec le CB Gran Canaria